# Karl Schorn
Karl Schorn (16. října 1803, Düsseldorf – 7. října 1850, Mnichov) byl německý malíř
 a šachový mistr první poloviny 19. století.
Po dokončení Düsseldorfské umělecké akademie pokračoval Schorn v letech 1824 až 1827 ve svém malířském vzdělávání v Paříži v ateliérech Antoina-Jeana Grose a Jeana Auguste Dominique Ingrese. Po návratu do Německa vstoupil v Mnichově do umělecké školy Petra von Corneliuse a zúčastnil se provedení nástěnných maleb v arkádách dvorní zahrady a kompozic k postranním oknům katedrály v Řezně.

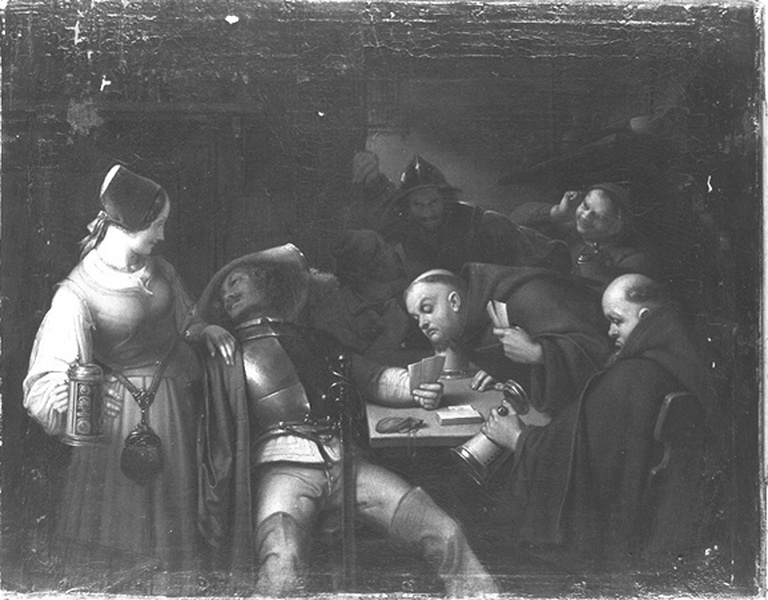
Schornův obraz Hráči (Kartenspieler) z roku 1837.

Roku 1832 se Schorn usídlil v Berlíně a zde vznikly jeho nejznámější historické obrazy Zajatí novokřtěnci před biskupem Františkem v Münsteru roku 1536, Papež Pavel III. před podobiznou Lutherovou a Hráči (z období třicetileté války). Roku 1847 byl Schorn jmenován profesorem na Mnichovské akademii.
Schorn byl také poměrně silný šachový hráč a po dobu svého berlínského pobytu byl členem skupiny Plejády, založené roku 1837 Ludwigem Bledowem, která se dvakrát týdně scházela v Berlínské šachová společnosti (Berliner Schachgesellschaft) k šachovým analýzám.